# بخش شراوستی
بخش شراوستی (به انگلیسی: Shravasti district) یک منطقهٔ مسکونی در هند است که در Devipatan division واقع شده‌است. بخش شراوستی ۱٬۶۴۰ کیلومتر مربع مساحت و ۱٬۱۱۷٬۳۶۱ نفر جمعیت دارد.